# Бесерра Риверо, Хулио
Хулио Бесерра Риверос (исп. Julio Becerra Rivero; род. 15 октября 1973, Гавана) — американский шахматист, гроссмейстер (1997).
В составе сборной Кубы участник 3-х Олимпиад (1994—1998) и 4-го командного первенства мира (1997) в Люцерне.

## Изменения рейтинга
| Графики недоступны из-за технических проблем. См. информацию на Фабрикаторе и на mediawiki.org. |